# Instituto Nacional de Neurología y Neurocirugía
El Instituto Nacional de Neurología y Neurocirugía Manuel Velasco Suárez (INNNMVS por sus siglas) es una institución de atención médica, enseñanza e investigación científica perteneciente a la Secretaría de Salud de México cuya especialidad es la neurología, neurocirugía y psiquiatría. Fue inaugurado en 1964 y forma parte de los Institutos Nacionales de Salud, un sistema de 13 institutos de investigación en ciencias biomédicas en los que se brindan servicios de salud pública y docencia a la población en general, destacando entre los mejores de su tipo en Latinoamérica.

## Historia
El proyecto de la creación del INNN se planteó desde la década de 1940 y fue concretada hasta mediados de los 60. La idea de crear este instituto surge de la necesidad de contar con medios físicos y humanos de atender a la población con problemas en el sistema nervioso, además de crear un área de especialización en la medicina mexicana, esto último motivado por los avances de la neurología en Estados Unidos, Alemania, e Inglaterra. Esta propuesta se formalizó con un decreto expedido por el entonces presidente Miguel Alemán Valdés, publicado en el Diario Oficial de la Federación el 27 de febrero de 1952. Sin embargo, no fue hasta el 28 de febrero de 1964 que fue inaugurado por el entonces presidente Adolfo López Mateos. En su discurso inaugural, el doctor Manuel Velasco Suárez, fundador y primer director del INNN mencionó:
El Instituto Nacional de Neurología y Neurocirugía, no sólo se destinará al estudio y atención de las enfermedades neurológicas, sino al tratamiento e investigación neuroquirúrgica, así como también al mejor conocimiento de los desórdenes mentales agudos. Como centro de enseñanza e investigación pura y aplicada esperamos que llegue a superar mucho de lo existente... está dedicado cariñosamente al pueblo todo y abre sus puertas para los que, sabiendo que aún nadie termina la carrera de Medicina, se consagren al estudio en progreso y debida atención a los enfermos del sistema nervioso y mentales.
La primera neurocirugía realizada en el INN consistió en la colocación de electrodos en el lóbulo temporal de un paciente diagnosticado con epilepsia temporal. La cual se llevó a cabo el 27 de agosto de 1984 por el mismo Manuel Velasco Suárez y asistido por Rogelio Macías, Carlos Murillo, y Enrique Cano. En 1986 Fernando Chong García concluyó su formación como residente de neurocirugía, convirtiéndose en el primer egresado del Instituto.
En 1970 se nombra a Francisco Escobedo Ríos como nuevo director del instituto, mismo año en que se comenzó a trabajar en la formalización de comités de ética dentro del instituto. Durante la gestión de Escobedo se inauguró el Aula Magna y la biblioteca, además de la remodelación de la Central de Equipo y Esterilización donde se adquirieron nuevos instrumentos para la realización de cirugías especializadas. Entre 1972 y 1973 se realiza la ampliación del área de neuro-oftalmología y la construcción del edificio de Investigaciones Cerebrales. En 1974, la Organización Mundial de la Salud (OMS) declara al INNN como una Institución Nacional, permitiéndole formar parte de una red internacional de organismos que desarrollan actividades de apoyo en el área de salud, enseñanza, investigación en neurociencias, así como en el cumplimiento de los programas de la OMS. Entre 1993 y 2007 el instituto sufrió varias remodelaciones, entre ellas la construcción del edificio de residencia médica y la reparación de la bibliohemeroteca.
En julio de 2020 se designó a Ángel Antonio Arauz Góngora como director general del INNN. El doctor Ángel Arauz es médico especializado en neurología, con estudios de posgrado en ciencias médicas, y miembro de la Academia Mexicana de Neurología. Ocupó el cargo hasta julio de 2025, cuando fue elegido para otro periodo.

### Misión
De acuerdo con su página institucional, el INN tiene como misión:
Contribuir al bienestar y la equidad social en cumplimiento con el derecho de protección a la salud a través de la innovación científica, la excelencia académica y, la calidad y seguridad de los servicios de salud en el ámbito de las ciencias neurológicas.

### Visión
Desde su fundación, el INN ha tenido la visión de:
Ser la Institución Pública de Salud líder a nivel nacional y en América Latina, en investigación y difusión científica, en la formación de capital humano y en la promoción de hábitos saludables y atención médica integral en el campo de las enfermedades del sistema nervioso.

## Murales

### MuralBreve historia de la neurología
El mural Breve historia de la neurología, de la autoría de Guillermo Ceniceros, se inauguró el 25 de mayo del 2007. En el mural, en el exterior del auditorio, se pueden observar diversos pasajes de la historia de la neurología, entre los cuales destacan los tumis del Perú, la medicina egipcia, la medicina maya, la escuela de Salermo y la medicina china. De igual forma, aparecen personajes tales como Paracelso, Sigmund Freud, Emil Kraepelin, Harvey Williams Cushing, Santiago Ramón y Cajal y Jean-Martin Charcot.

### Mural blanco
El Mural blanco, realizado por el japonés Kiyoshi Takahashi, es un reconocimiento a la gran influencia del arte prehispánico. El mural se encuentra en la cara externa del edificio de hospitalización del instituto.[cita requerida]

### Mural Fitzia
El Mural Fitzia, de la autoría de Fitzia Mendialdua Chopin, se encuentra en el interior del edificio de hospitalización del instituto.[cita requerida]

## Cursos curriculares de posgrado
El INNN ofrece diversas especialidades, subespecialidades y cursos de posgrado. La persona interesada deberá cumplir los requisitos de la Dirección General de Calidad y Educación en Salud de la Secretaría de Salud y de la Facultad de Medicina de la Universidad Nacional Autónoma de México (UNAM), además de los propios de la institución.
Las actividades académicas se imparten desde la fundación del instituto. Los planes de estudio abarcan desde los cursos básicos del pregrado hasta los más sofisticados planes de alta especialización, avalados por la Universidad Nacional Autónoma de México. Un amplio programa de residencias médicas incluye tanto los cursos de especialización como los dw subespecialización y alta especialidad (fellowships), incorporados al Sistema Nacional de Residencias Médicas, coordinado por la Dirección General de Calidad y Educación en Salud de la Secretaría de Salud, reconocidos por la División de Estudios de Posgrado de la Facultad de Medicina de la UNAM.[cita requerida]

## Especialidad

### Neurocirugía
El programa de especialidad en neurocirugía del Instituto Nacional de Neurología y Neurocirugía requiere comprometer seis años a la formación del especialista, incluyendo un año de especialidad en cirugía general. Con el objetivo de ofrecer atención médica, enseñanza e investigación, el equipo de la Subdirección de Cirugía Neurológica cuenta con 12 especialistas, y todos ellos contribuyen a la impartición y supervisión clínica de los programas formativos del posgrado. Adicionalmente, participan los neurocirujanos en los cursos de alta especialidad, quienes en conjunto realizan más de dos mil procedimientos quirúrgicos al año. Los doctores Juan Luis Gómez Amador, Rogelio Revuelta y Miguel Ángel Celis López son algunos de los profesores.

### Neurología
El programa de especialidad en neurología para adultos en el instituto tiene una duración de tres años adicionales a la formación en medicina interna, por lo menos durante dos años en un programa universitario reconocido. La Subdirección de Neurología está integrada por neurólogos de tiempo completo, a quienes se suman otros más, distribuidos en la consulta externa, el servicio de urgencias y la Subdirección de Psiquiatría. Los profesores del programa de especialidad incluyen a los médicos Fernando Zermeño Phöls, José Flores Rivera, Adolfo Leyva y Mayela Rodríguez Violante. El programa de neurología se encuentra avalado por la UNAM. Desde 2013, el programa se encuentra reconocido dentro del Programa Nacional de Posgrado de Calidad (PNPC) del Consejo Nacional de Ciencia y Tecnología (Conacyt), en el nivel de competencia internacional. La Subdirección de Neurología se enriquece con la presencia de doce cursos de alta especialidad (fellowships) de un año de duración para neurólogos y otro especialistas interesados en profundizar sus conocimientos y habilidades en áreas específicas de la especialidad.[cita requerida]

### Psiquiatría
El programa de especialidad en psiquiatría para adultos en el instituto es una experiencia educativa de cuatro años de duración. La Subdirección de Psiquiatría está integrada por psiquiatras y neuropsiquiatras de tiempo completo, a los que se suman otros más distribuidos en la consulta externa y en la Dirección de Investigación. Los profesores de la especialidad incluyen a los doctores Ricardo Colín Piana, Camilo de la Fuente Sandoval y Mariana Espínola Nadurille.

## Subespecialidad

### Neurootología
La subespecialidad en otoneurología (sinónimo de neurootología) es un programa de dos años de duración, adicionales a los requeridos para la especialidad de otorrinolaringología. El Departamento de Otoneurología atiende, diagnostica y trata a pacientes con trastornos de la audición, equilibrio y lesiones del nervio facial y en la base del cráneo. Efectúa procedimientos diagnósticos y terapéuticos instrumentados. El profesorado de la subespecialidad de otoneurología incluye a los doctores Alfredo Vega Alarcón y Olivia Vales Hidalgo.

### Oftalmología neurológica
La subespecialización en oftalmología neurológica es un programa académico de dos años de duración (adicionales a los requeridos para el título de oftalmología) en el que se enfatiza el diagnóstico clínico y el manejo de los enfermos con problemas que involucran al sistema visual aferente, anormalidades pupilares y trastornos oculomotores. La plantilla docente del programa incluye a los doctores David Lozano Elizondo e Irene González Olhovich.

### Neuroanestesiología
La neuroanestesiología es una subespecialidad dirigida al anestesiólogo que le otorga conocimientos provenientes de la neurología, la neurocirugía, la neurorradiología y la anestesiología. La duración de la subespecialidad es de dos años adicionales a la obtención del grado de especialista en anestesiología en otra institución. Entre los profesores de la subespecialidad, se incluye a los doctores María Osorio (jefa del Departamento de Neuroanestesiología) y Alejandro Obregón Corona (presidente de anestesiología).

### Neurorradiología
La subespecialidad en neurorradiología es un programa de dos años de duración tras la obtención del título de radiología, acreditado por el Sistema Nacional de Residencias Médicas de la Secretaría de Salud, coordinado por la Dirección General de Calidad y Educación en Salud de la Secretaría de Salud y reconocido por la División de Estudios de Posgrado de la Facultad de Medicina de la UNAM. El profesorado de la subespecialidad incluye a los doctores Jesús Taboada Barajas y Roger Carrillo Mezo.

### Terapia endovascular neurológica
Se trata de un programa de dos años de duración está dirigido a neuroradiólogos, neurocirujanos o neurólogos certificados, y consta de entrenamiento clínico y la investigación en el diagnóstico y tratamiento de pacientes neurológicos empleando la neuro radiología endovascular quirúrgica. Los profesores son, entre otros, el doctor Marco Antonio Zenteno y el doctor Jorge Balderrama.

### Neurofisiología clínica
Este programa de dos años de duración acreditado por el Sistema Nacional de Residencias Médicas, coordinado por la Dirección General de Calidad y Educación en Salud de la Secretaría de Salud y reconocido por la División de Estudios de Posgrado de la Facultad de Medicina de la Universidad Nacional Autónoma de México (UNAM) y se encuentra dirigido a neurólogos certificados por el Consejo de la especialidad. Consta de entrenamiento clínico y la investigación en el diagnóstico y tratamiento de pacientes neurológicos empleando las técnicas neurofisiológicas. Dan clases aquí los doctores María del Carmen Fernández González de Aragón y Jorge Burgos Centeno.

## Cursos de alta especialidad

### Cirugía de base de cráneo y endoneurocirugía
Doce meses de duración. Los profesores son los doctores Juan Luis Gómez Amador y Juan Barges Coll.[cita requerida]

### Cirugía de columna vertebral
24 meses de duración. Los profesores son los doctores Nicasio Arriada Mendicoa y Miguel Ángel Ramos Peek.[cita requerida]

### Cirugía de epilepsia
Doce meses de duración. Los profesores son los doctores Mario Arturo Alonso Vanegas y Sergio Moreno Jiménez.

### Enfermedad de Parkinson y trastornos del movimiento
El propósito de este curso es generar especialistas en el estudio, la investigación y el tratamiento de la enfermedad de Parkinson y de otros trastornos por movimientos anormales. Doce meses de duración. Los profesores son los doctores Mayela Rodríguez Violante y Amin Cervantes Arriaga.

### Enfermedad vascular cerebral
Doce meses de duración. Los profesores son los doctores Antonio Araúz Góngora y Luis Ignacio Miranda Medrano.[cita requerida]

### Envejecimiento cognitivo y demencias
Doce meses de duración. Los profesores son los doctores Ana Luisa Sos Ortíz y Zoila Trujillo de los Santos.[cita requerida]

### Epileptología clínica
Doce meses de duración. Los profesores son los doctores Iris Martínez Juárez y Daniel Crail Meléndez.[cita requerida]

### Esclerosis múltiple
Doce meses de duración. Los profesores son los doctores Teresa Corona Vázquez y José Flores Rivera.[cita requerida]

### Genética neurológica
Doce meses de duración. Los profesores son los doctores María Elisa Alonso Vilatela y Adolfo Leyva Rendón.[cita requerida]

### Neurociencias nucleares
Doce meses de duración. Los profesores son los doctores Nora Estela Kerik Rotenberg e Iván Eudaldo Díaz Meneses.[cita requerida]

### Neurobiología de la esquizofrenia
Doce meses de duración. Los profesores son los doctores Camilo de la Fuente Sandoval y Luis Carlos Aviña Cervantes.[cita requerida]

### Neurocirugía vascular
Doce meses de duración. Los profesores son los doctores Edgar Nathal Vera y Rogelio Revuelta Gutiérrez.[cita requerida]

### Neuroendocrinología
Doce meses de duración. Los profesores son los doctores Leslie Portocarrero Ortiz y Moisés Mercado Atri.[cita requerida]

### Neuroinfectología
Doce meses de duración. Los profesores son los doctores José Luis Soto Hernández y Graciela Agar Cárdenas Hernández.[cita requerida]

### Neurooncología
Doce meses de duración. Los profesores son los doctores Alberto González Aguilar y Javier Avendaño Méndez Padilla.[cita requerida]

### Neuropsiquiatría
Doce meses de duración. Uno de los profesores es el doctor Jesús Ramírez Bermúdez.[cita requerida]

### Radioneurocirugía
Doce meses de duración. Los profesores son los doctores Miguel Ángel Celis López y Sergio Moreno Jiménez.[cita requerida]

### Rehabilitación neurológica
Doce meses de duración. Los profesores son los doctores Jorge Hernández Franco y Catherine Boll Woehrlen.[cita requerida]

### Resonancia magnética
Doce meses de duración. Las profesoras son las doctoras Rosa Delia Delgado Hernández y Perla Salgado Lujambio.[cita requerida]

### Terapia intensiva neurológica
Doce meses de duración. Los profesores son los doctores Sandra Porcayo Liborio y Rogelio Revuelta Gutiérrez.[cita requerida]

### Urgencias neurológicas
Doce meses de duración. Los profesores son los doctores José Santoz Zambrano y Vicente Guerrero Juárez.[cita requerida]

## Archivos de Neurociencias
Archivos de Neurociencias es el órgano oficial de información del instituto. Su publicación inició en 1966, con el título Revista del Instituto Nacional de Neurología, posteriormente Archivos del Instituto Nacional de Neurología y Neurocirugía. El título que tiene a la fecha de este artículo comenzó a usarse en 1996.

### Temas
Archivos de Neurociencias es una publicación trimestral, y publica resultados de investigación tanto básica clínica como de medicina traslacional que surgen del trabajo de los laboratorios y las clínicas de atención en las distintas áreas del instituto: ciencias básicas del sistema nervioso central, neurología, neurocirugía, psiquiatría, neuropsiquiatría, neurootología, neurooftalmología, terapia endovascular, anestesiología, neurofisiología clínica y ciencias sociales como epidemiología, historia, trabajo social o violencia y género, para citar algunos ejemplos.[cita requerida]
Recibe contribuciones de clínicos e investigadores de México y de gran parte de los países de Iberoamérica. Su distribución es amplia en la región, y llega a buena parte de las bibliotecas médicas del país, diversas escuelas y facultades de medicina y bibliotecas afines de Centroamérica y América del Sur.[cita requerida]
En 2010, la revista experimentó una profunda renovación con un nuevo editor en jefe, quien convocó a investigadores y clínicos mexicanos y extranjeros para ser parte del nuevo equipo editorial que revisa y dictamina los materiales sometidos a publicación, y diseña el nuevo formato de la revista, que incluye -a partir del primer número del 2011- la versión a texto completo de los artículos tanto en español como en inglés, así como la versión electrónica de la revista.[cita requerida]

### Editores
La posición de editor en jefe de la revista ha sido ocupada, a lo largo de su historia, por los siguientes especialistas:
- Guido Belsasso (psiquiatra)
- Francisco Escobedo (neurocirujano)
- Francisco Rubio Donnadieu (neurólogo)
- Fernando Barinagarrementería (neurólogo)
- Fernanda Teixeira (patóloga)
- Teresa Corona (neuróloga)
- José Humberto Mateos (neurocirujano)
- José Flores Rivera (neurólogo)
- Ricardo Colín (psiquiatra)

### ISSN
El ISSN de la versión impresa de Archivos de Neurociencia es el número 0187-4705.

## Neurocampus
Como respuesta a las necesidades de actualización e innovación en la enseñanza acordes a la sociedad actual, en 2014 se lanzó la plataforma educativa denominada Neurocampus, que ofrece ventajas para la apropiación del proceso de aprendizaje, y permite el intercambio de propuestas de investigación, así como el seguimiento personalizado y puntual de los avances que los residentes obtienen a lo largo de cada curso.

## 50o aniversario
Durante 2014, se celebró el 50° aniversario del Instituto Nacional de Neurología y Neurocirugía.[cita requerida]

### Simposio 50 años en las neurociencias
El simposio titulado 50 años en las neurociencias se llevó a cabo del 19 al 22 de febrero de 2014. Las ponencias incluyeron "Hipofunción del receptor NMDA en esquizofrenia" impartida por el Lawrence S. Kegeles de la Universidad de Columbia, "actualidades en cirugía endoscópica de base de cráneo" por el doctor Daniel Prevedello de la Universidad de Ohio, "Manejo histórico de las cefaleas en el Instituto" por el Fernando Zermeño Phohls, del Instituto Nacional de Neurología y Neurocirugía. El tema "Esclerosis múltiple: medio siglo de avances. Interacción Instituto-Houston" fue impartida por el doctor Victor M. Rivera, de la Clínica Maxine Mesinger MS, y la plática "Genésis y práctica del habitus médico autoritario: violación de derechos de las mujeres en las instituciones de salud" por parte del doctor Roberto Castro Pérez de la Universidad Nacional Autónoma de México.[cita requerida]

### Ejemplos de actividades académicas
Se llevó a cabo el simposio titulado "Actualidades en enfermedad de Parkinson" el 25 de agosto de 2014. El evento se realizó en la Unidad de Seminarios "Dr. Ignacio Chávez" de la Universidad Nacional Autónoma de México. La asistencia fue de más de 60 especialistas en neurociencias a cinco pláticas, impartidas por reconocidos profesores. El discurso inaugural estuvo a cargo de la doctora Teresa Corona, directora general, y lo coordinó la doctora Mayela Rodríguez Violante. El doctor José Bargas Díaz, del Instituto de Fisiología Celular de la UNAM, impartió la cátedra titulada "Actividad neuronal en microcircuitos estriatales". Le siguió el profesor Eduardo Tolosa Sarro, del Instituto de Neurociencias de la Universidad de Barcelona, con las pláticas "Biomarcadores preclínicos de la enfermedad de Parkinson" y "¿Es necesaria una nueva definición de la enfermedad de Parkinson?". El evento concluyó con dos conferencias más, impartidas por el profesor Andrew J. Lees, del University College London, tituladas "Enfermedad de Parkinson con síntomas axiales" y "Síndrome de disregulación dopaminérgica".
El día 26 de agosto se llevó a cabo una sesión de presentación de casos clínicos en las instalaciones del Instituto Nacional de Neurología y Neurocirugía, donde asistieron especialistas en trastornos del movimiento del grupo de estudio de la Academia Mexicana de Neurología.[cita requerida]